# Knut Hultman

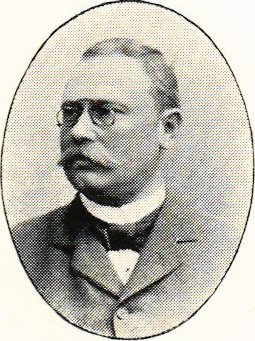
Knut Viktor Hultman

Knut Viktor Hultman, född 8 juni 1861 i Alingsås, död 9 maj 1913 i Knästorps församling, Malmöhus län, var en svensk psykiater. 
Hultman blev student vid Uppsala universitet 1881, medicine kandidat 1888 och medicine licentiat vid Karolinska institutet i Stockholm 1893. Han var biträdande läkare vid Göteborgs hospital 1896–1900, vid Vadstena hospital och asyl 1900–05 och vid Vänersborgs hospital och asyl 1905–07, hospitalsläkare vid Vänersborgs hospital och asyl 1907–11 och asylläkare vid Lunds asyl från 1911.